# À se brûler les ailes
Pour plus de détails, voir Fiche technique et Distribution.
À se brûler les ailes (titre original : Scheme Birds) est un documentaire réalisé par Ellen Fiske et Ellinor Hallin, sorti en 2019.
Pendant quatre ans (2015-2019), les réalisatrices ont suivi le quotidien de Gemma, une jeune femme résidant dans une ville moyenne en Écosse.

## Résumé
Au début du film, Gemma a 17 ans. Elle réside à Motherwell, près de Glasgow, en Écosse.
Elle n'a jamais connu son père, et sa mère l'a quasiment abandonnée durant son enfance. Pour seule famille, elle n'a que son grand-père, entraîneur intermittent dans un club de boxe. Elle a quelques amis, tout aussi paumés qu'elle : Pat, Amy.
Elle rencontre un jeune homme guère plus âgé qu'elle dont elle tombe amoureuse.
Gemma tombe enceinte de son petit copain. Son grand-père l'a mise en garde contre une grossesse. Lui n'a pas de revenus et, âgé de 68 ans, ne veut pas s'occuper d'un nourrisson. De plus Gemma n'a aucun diplôme, aucun travail, aucun revenu, peu de famille, peu d'amis, et la situation avec son compagnon est loin d'être stable.
Malgré les mises en garde, Gemma garde l'enfant et accouche. L'enfant est prénommé Liam.
Le petit copain s'éloigne d'elle, son grand-père aussi.
L'un de ses amis, John Paul (le petit ami d'Amy), au cours d'une bagarre entre bandes du quartier, se fait massacrer. Sorti vivant de plusieurs interventions chirurgicales et de cinq mois d'hospitalisation, sa boîte crânienne et son visage seront pour toujours amochés.
Démunie, esseulée, sans argent, Gemma quitte avec son enfant cette ville déshéritée et ce quartier difficile pour tenter de trouver une vie meilleure à Glasgow ou Édimbourg.

## Récompenses
Le film est récompensé en 2019 au Festival du film de Tribeca et au Festival du film de Denver (en).